# Xinlin

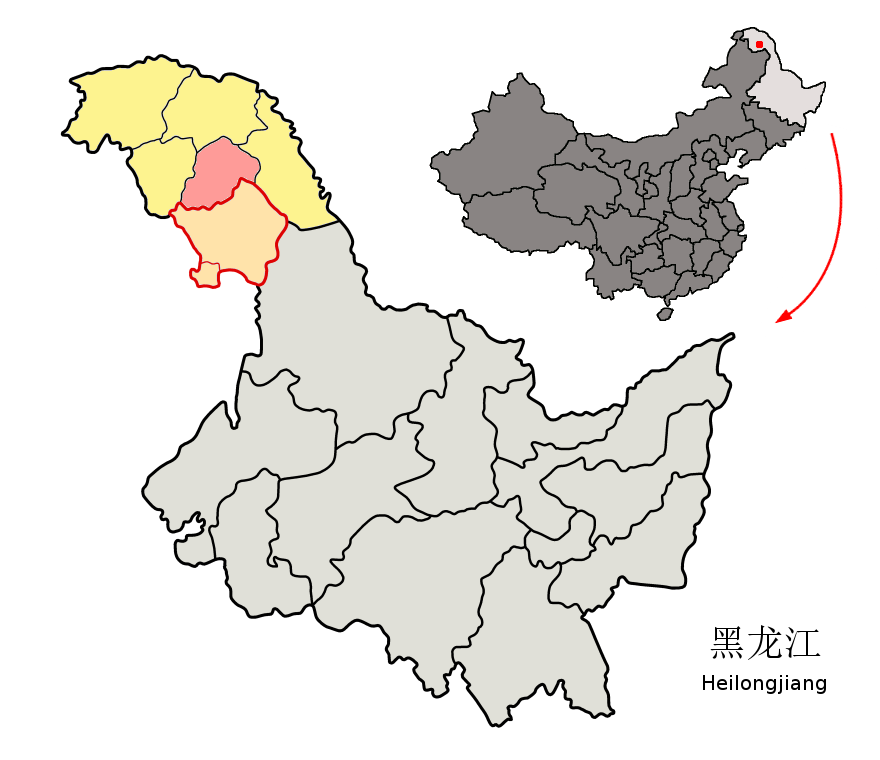
Lage von Xinlin im Regierungsbezirk Großes Hinggan-Gebirge

Xinlin (chinesisch 新林区, Pinyin Xīnlín Qū) ist ein Unterbezirk des Regierungsbezirks Großes Hinggan-Gebirge der Provinz Heilongjiang. Sein Hauptort ist die Großgemeinde Xinlin (新林镇). Er hat eine Fläche von 8.701 km² und 20.362 Einwohner (Stand: Zensus 2020).